# I Think I'm Nervous
I Think I'm Nervous är en EP släppt 1995 av Chevy, ett band bestående av Lasse Lindh, Karl-Jonas Winqvist, Mikael Thornqvist, Macrus Palm och Urban Lindh (Lasses pappa).

## Låtlista
1. I think I'm nervous
2. Sparky
3. My girlfriend says
4. Te quiero
5. My my my